# Герасимово (Чагодощенский район)
Герасимово — деревня в Чагодощенском районе Вологодской области.
Входит в состав Мегринского сельского поселения, с точки зрения административно-территориального деления — в Мегринский сельсовет.
Расстояние по автодороге до районного центра Чагоды — 19 км, до центра муниципального образования деревни Мегрино — 2 км. Ближайшие населённые пункты — Горка, Кочубино, Мегрино.
По данным переписи в 2002 году постоянного населения не было.